# Tom Traubert's Blues (Four Sheets to the Wind in Copenhagen)
Tom Traubert's Blues er det første nummer på Tom Waits' 3. studiealbum Small Change.
Sangen er også kendt under den alternative titel "Waltzing Mathilda", der refererer til omkvædet, hvor linjen gentages. Tom Waits skrev sangen efter et ophold i Danmark, hvor han mødte Mathilde Bondo. Hun var blevet inviteret til at tage med ham tilbage til Amerika, men takkede nej.[kilde mangler]